# 大阪市立東生野中学校
大阪市立東生野中学校（おおさかしりつ ひがしいくのちゅうがっこう）は、大阪府大阪市生野区にある公立中学校。
夜間学級を設置し、教育を受ける機会に恵まれなかった学齢超過者向けの教育もおこなっている。

## 沿革
学制改革と同時の1947年に大阪市立生野第四中学校として創立した。発足当初は大阪市立中川小学校・大阪市立小路小学校の2ヶ所に仮校舎を設置し、当時の校区は中川・小路の2小学校の校区だった。1949年に現在地に移転している。
その後1960年代初頭には生徒数が3000人を超えるマンモス校となったため、1961年に生野区巽矢柄町（現在の生野区巽東3丁目）に分校を設置し、1年生21クラスのうち8クラスを分校に収容した。分校は1963年に大阪市立新生野中学校として独立開校している。
1997年には夜間学級を開設している。

### 年表
- 1947年4月1日 - 大阪市立生野第四中学校として開校。
- 1948年4月1日 - 校区を変更。小路・東中川・東小路の3小学校の校区を中学校校区とする。
- 1948年6月7日 - 大阪市立生野第二中学校猪飼野分校（現在の大阪市立鶴橋中学校）内に仮校舎を移転し、2校同居。
- 1949年5月1日 - 大阪市立東生野中学校に改称。
- 1949年6月15日 - 現在地に移転。
- 1950年9月3日 - ジェーン台風で校舎大破。
- 1952年12月26日 - 学校敷地を拡張。
- 1961年10月28日 - 分校を設置。
- 1963年4月1日 - 分校が大阪市立新生野中学校として分離開校。
- 1971年7月24日 - 国語科の研究指定校となる。
- 1989年10月30日 - 外国語科の研究指定校となる。
- 1997年4月1日 - 夜間学級を開設。

## 通学区域
- 大阪市立東中川小学校と大阪市立小路小学校の通学区域。

## 出身者
- 露の新治 - 落語家
- 東野圭吾 - 作家
- 内藤良太 - 実業家（ショークラブ『バーレスク東京』創設者）、演出家、空間プロデューサー
- 大原秉秀 - 元プロ野球選手（東京ヤクルトスワローズ）
- 上田大河 - プロ野球選手（埼玉西武ライオンズ）

## 交通
- Osaka Metro千日前線 小路駅 西へ約500m。
- 近畿日本鉄道（近鉄）今里駅 南東へ約700m。